# 남구·수성구
남구·수성구는 대한민국의 옛 국회의원 선거구이다. 당시 대구직할시 남구와 수성구 지역을 관할했다.

## 역사
1981년 7월 1일을 기해 대구시가 대구직할시로 승격되면서 경상북도에서 분리되었다. 이에 제12대 국회의원 선거를 앞두고 대구시 남구·수성구 선거구가 남구·수성구로 개편되면서 신설되었다. 또한 또한 1981년 7월 1일, 경상북도 달성군 월배읍이 남구에, 경산군 고산면이 수성구에 편입되었다. 이로 인해 제12대 국회의원 선거를 앞두고 이 지역들도 남구·수성구 선거구 관할지역으로 새롭게 편입되었다.
1988년 1월 1일을 기해 대구직할시 남구의 일부가 달서구로 분리되었다. 또한 제13대 국회의원 선거에서 선거제도가 소선거구제로 회귀하였다. 이로 인해 제13대 국회의원 선거를 앞두고 남구·수성구 선거구가 남구, 수성구, 달서구 선거구로 각각 분리됨에 따라 폐지되었다.

## 역대 국회의원
| 선거   | 정당 | 정당       | 1위 의원 | 정당 | 정당       | 2위 의원 |
| ------ | ---- | ---------- | -------- | ---- | ---------- | -------- |
| 1985년 |      | 민주정의당 | 이치호   |      | 신한민주당 | 신도환   |

## 역대 선거 결과

### 대한민국 제12대 국회의원 선거
|  | 26.82% |

|  | 24.12% |

|  | 23.22% |

|  | 17.34% |

|  | 4.88% |

|  | 3.59% |